# جاكوب كولر
جاكوب كولر هو سياسي كندي، ولد في 27 أكتوبر 1860، وتوفي في 19 يناير 1934 في نياجارا فولز في كندا. حزبياً، نشط في الحزب الليبرالي في أونتاريو ‏. وقد انتخب عضو برلمان مقاطعة أونتاريو.